# Opius busuensis
Opius busuensis är en stekelart som beskrevs av Fischer 1990. Opius busuensis ingår i släktet Opius och familjen bracksteklar. Inga underarter finns listade i Catalogue of Life.